# Bronisław Kamiński (cichociemny)
Bronisław Kamiński pseud. Golf, Zapadka (ur. 15 listopada 1918 w Binarowej, zm. 8 maja 1944 w Krakowie) – podporucznik piechoty Polskich Sił Zbrojnych i Armii Krajowej, cichociemny, kawaler Orderu Virtuti Militari.

## Życiorys
Był synem Jana Kamińskiego, wybitnego działacza ludowego, i Katarzyny z domu Wszołek. Po ukończeniu gimnazjum w Gorlicach, zdaniu tam matury w 1937 roku odbył służbę wojskową na Dywizyjnym Kursie Podchorążych Rezerwy 22 DP przy 5 pułku strzelców podhalańskich w Przemyślu.
We wrześniu 1939 roku służył w 2 pułku strzelców podhalańskich. Przekroczył granicę polsko-węgierską 20 września 1939 roku. Był internowany na Węgrzech. W lutym 1940 roku znalazł się we Francji, gdzie walczył w 3 Dywizji Piechoty. W czerwcu 1940 roku przedostał się do Wielkiej Brytanii, gdzie został przydzielony do 2 Batalionu Strzelców.
Zgłosił się do służby w kraju. Po przeszkoleniu w dywersji został zaprzysiężony 4 sierpnia 1943 roku w Oddziale VI Sztabu Naczelnego Wodza. Zrzutu dokonano w nocy z 14 na 15 kwietnia 1944 roku w ramach operacji „Weller 11” dowodzonej przez kpt. naw. Stanisława Daniela. Dostał przydział do Kedywu Podokręgu Rzeszów AK. W nocy z 7 na 8 maja 1944 roku został przerzucony na „melinę” w Łęgu, gdzie znajdował się również magazyn broni. Poległ 8 maja w walce z Gestapo w obronie tego magazynu.

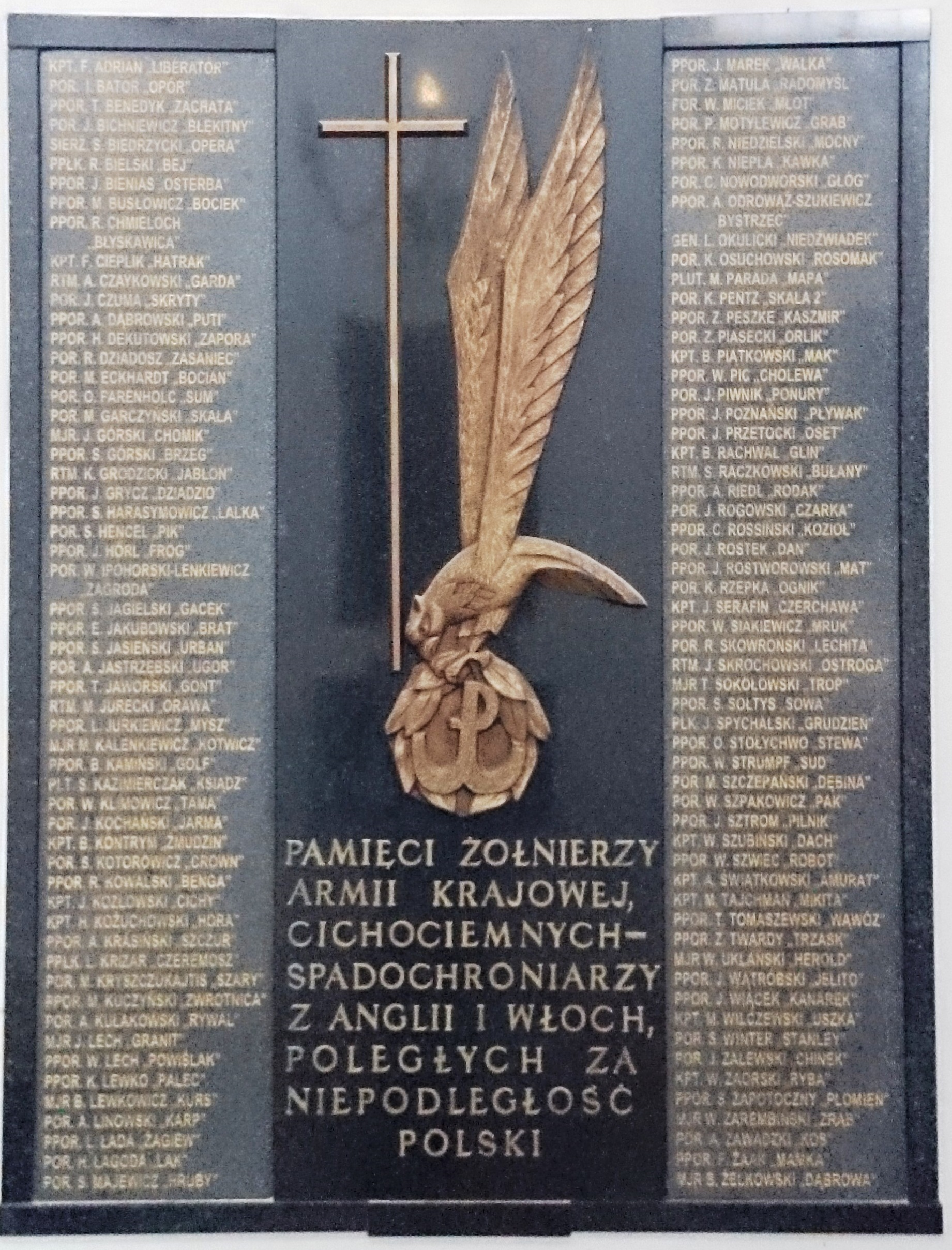
Tablica w kościele św. Jacka w Warszawie, upamiętniająca poległych cichociemnych, w tym Bronisława Kamińskiego

## Ordery i odznaczenia
- Krzyż Srebrny Orderu Virtuti Militari nr 13415[1] – pośmiertnie, 11 listopada 1944 roku.

## Upamiętnienie
- Pomnik upamiętniający żołnierzy Armii Krajowej zgrupowania „Żelbet”

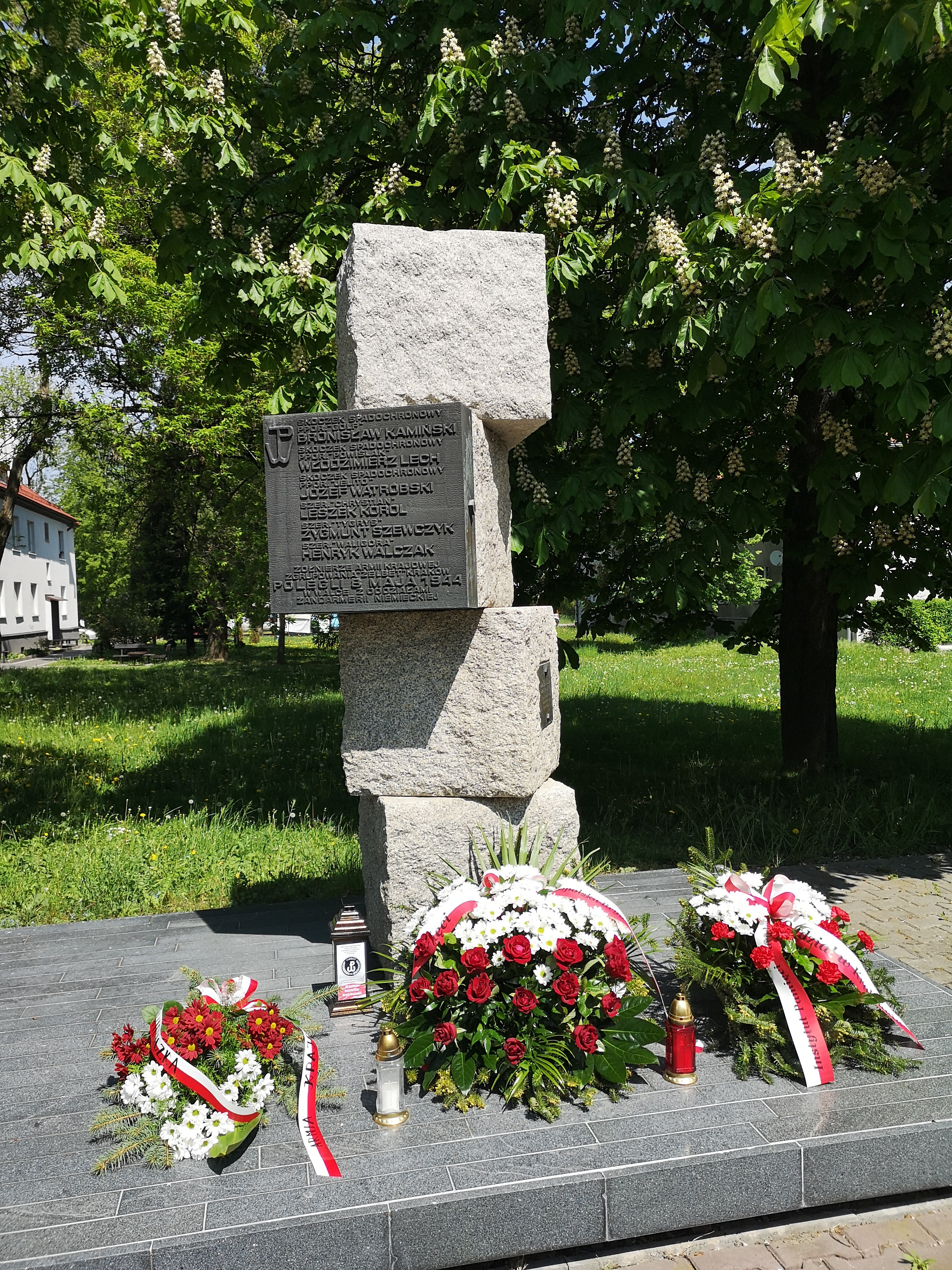
Pomnik upamiętniający żołnierzy Armii Krajowej zgrupowania „Żelbet”

W Łęgu przy ul. Centralnej, na skwerze obok domów nr 3 i 4 w 1979 roku odsłonięto pomnik upamiętniający żołnierzy Armii Krajowej zgrupowania „Żelbet” oraz osoby cywilne poległe w czasie akcji 8 maja 1944 roku. Na rozległej prostokątnej podstawie ustawiony jest słup złożony z 4 granitowych ciosów. Na czole jednego z nich przytwierdzona jest mosiężna tablica z symbolem Polski Walczącej i napisem: SKOCZEK SPADOCHRONOWY / PPOR. "GOLF" / BRONISŁAW KAMIŃSKI / SKOCZEK SPADOCHRONOWY / PPOR. POWIŚLAK / WŁODZIMIERZ LECH / SKOCZEK SPADOCHRONOWY / PPOR. "JELITO"/ JÓZEF WĄTRÓBSKI / SZER. "CHRYSTIAN" / LESZEK KOROL / SZER. TYGRYS / ZYGMUNT SZEWCZYK / SZER. "WALIGÓRA" / HENRYK WALCZAK / ŻOŁNIERZE ARMII KRAJOWEJ / ZGRUPOWANIA "ŻELBET" KRAKÓW / POLEGLI 8 MAJA 1944 / W WALCE Z ODDZIAŁAMI / ŻANDARMERII NIEMIECKIEJ. Z boku niżej położonego ciosu znajduje się tabliczka z napisem: PODCZAS AKCJI 8 MAJA 1944 R. / PONIOSŁY ŚMIERĆ OSOBY CYWILNE / ANNA STACHOWICZ LAT 50 / ELEONORA TYNOR LAT 75 / KAZIMIERZ TYNOR LAT 13. Na postumencie obok pomnika umieszczony jest znicz w kształcie obręczy z napisem: PREFABET KRAKÓW 1979.
- W lewej nawie kościoła św. Jacka przy ul. Freta w Warszawie odsłonięto w 1980 roku tablicę Pamięci żołnierzy Armii Krajowej, cichociemnych – spadochroniarzy z Anglii i Włoch, poległych za niepodległość Polski. Wśród wymienionych 110 poległych cichociemnych jest Bronisław Kamiński.